# Storey-Gletscher
Der Storey-Gletscher ist ein inzwischen nur noch in Fragmenten erhaltener Gletscher im Südosten Südgeorgiens. Er liegt an der Nordostseite des Drygalski-Fjords.
Das UK Antarctic Place-Names Committee benannte ihn 1979 nach dem irischen Geologen Bryan Cecil Storey (* 1951) vom British Antarctic Survey, der von 1976 bis 1978 in diesem Gebiet tätig war. Landsat-Aufnahmen aus dem Jahr 2002 offenbaren einen massiven Rückgang der Eismassen.